# مستخدم متزامن
في علوم الكمبيوتر، يشير عدد المستخدمين المتزامنين (اختصارًا أحيانًا CCU) إلى العدد الإجمالي للأشخاص الذين يصلون إلى المورد أو يستخدمونه في نفس الوقت. يمكن أن يكون المورد، على سبيل المثال، برنامج كمبيوتر أو ملفًا أو الكمبيوتر ككل.
يعد تتبع المستخدمين المتزامنين أمرًا مهمًا في العديد من الحالات:
أولاً :
تسمح بعض نماذج أنظمة التشغيل مثل أنظمة تشغيل مشاركة الوقت لعدة مستخدمين بالوصول إلى مورد موجود على الكمبيوتر في نفس الوقت. نظرًا لأن أداء النظام قد يتدهور بسبب تعقيد معالجة وظائف متعددة من مستخدمين متعددين في نفس الوقت، يمكن قياس قدرة هذا النظام من حيث الحد الأقصى لعدد المستخدمين المتزامنين.
ثانيًا:
غالبًا ما يقوم بائعو البرامج التجارية بترخيص منتج برمجي (License ) عن طريق تقييد عدد المستخدمين المتزامنين فيسمح هذا لعدد ثابت من المستخدمين بالوصول إلى المنتج في وقت معين وهو ما يتناقض مع ترخيص من نوع "عدد مستخدمين غير محدود unlimited user license ". على سبيل المثال: تشتري الشركة X البرامج وتدفع مقابل 20 مستخدمًا متزامنًا. ومع ذلك، تم إنشاء 100 تسجيل دخول عند التنفيذ. يمكن أن يكون 20 فقط من هؤلاء 100 في النظام في نفس الوقت ،  وهذا ما يعرف بالترخيص العائم ( floating licensing.).
يسمح ترخيص المستخدمين المتزامنين للشركات بشراء أنظمة وبرامج الكمبيوتر بتكلفة أقل لأن الحد الأقصى لعدد المستخدمين المتزامنين المتوقع استخدام النظام أو البرنامج في أي وقت معين (هؤلاء المستخدمون جميعهم قاموا بتسجيل الدخول معًا) ليس سوى جزء من إجمالي مستخدمي النظام موظف في الشركة.
التراخيص المتزامنة عالمية ويتم مشاركتها من قبل أي شخص يحتاج إلى استخدام النظام. يتناقض هذا مع ترخيص " المقاعد المحددة named-seats " ، حيث يجب شراء ترخيص واحد لكل مستخدم فردي، سواء كانوا يستخدمون النظام أم لا.